# Graemite
La graemite è un minerale.